# Nephrolepis medlerae
Nephrolepis medlerae är en spjutbräkenväxtart som beskrevs av Warren Herbert Wagner. Nephrolepis medlerae ingår i släktet Nephrolepis och familjen Nephrolepidaceae. Inga underarter finns listade.